# Токтарово (Марий Эл)
Токтарово (мар. Токтар) — деревня в Сернурском районе Республики Марий Эл. Входит в состав Дубниковского сельского поселения.

## География
Находится в северо-восточной части республики Марий Эл на расстоянии приблизительно 4 км на северо-запад от районного центра посёлка Сернур.

## История
Известна с 1782 года как деревня, где проживал 21 мужчина, в 1795 году — 31 мужчина, мари. В 1811 году здесь числилось 8 дворов, 37 жителей. В 1836 году насчитывалось 18 дворов, 124 человека, в 1858 году — 345 человек. В 1877—1883 годах числилось 27 дворов, проживали 220 человек. В 1884 году в деревне отмечено 19 дворов, в которых проживали 92 человека. В 1925 году здесь проживали 117 человек, мари. В 1996 году в 26 дворах проживали 76 человек. В 2004 году в деревне насчитывалось 26 хозяйств. В советское время работали колхозы имени Молотова, «За мир» и «Коммунар».

## Население
Население составляло 79 человек (мари 100 %) в 2002 году, 93 в 2010.

## Известные уроженцы
Токтаров Василий Константинович (1911—2001) — советский военный деятель. В годы Великой Отечественной войны — миномётчик, командир отделения химической защиты, командир самоходной установки 342 гвардейского тяжёлого самоходного артиллерийского полка на 2 Белорусском фронте, гвардии старший лейтенант. Кавалер 5 орденов Отечественной войны. Член ВКП(б) (1943—1955).